# لوئیس اوون لین
لوئیس اوون لین (انگلیسی: Lewis Lyne؛ ۱۹ اوت ۱۸۹۹ – ۴ نوامبر ۱۹۷۰) فرد نظامی اهل بریتانیا بود. وی همچنین برندهٔ جوایزی همچون نشان حمام شده‌است.